# 광수 (가수)
광수(본명: 김광수, 1987년 4월 22일 ~ )는 대한민국 보이 그룹 슈퍼노바의 리드래퍼, 메인댄서를 맡고 있으며 배우이다.

## 프로필
- 중앙대학교 연극학과

## 출연 작품
- 2011년 SBS《싸인》 ... 그룹 'VOICE'의 멤버 역 (특별출연)
- 2011년 MBC 에브리원 《레알스쿨》 ... 뮤지컬 교사, 광수 역
- 2012년 tvN 《일년에 열두남자》 ... 시후 역
- 2014년 KBS Drama 《S.O.S 나를 구해줘》 ... 유재인 역